# 31298 Chantaihei
31298 Chantaihei este un asteroid din centura principală de asteroizi.

## Descriere
31298 Chantaihei este un asteroid din centura principală de asteroizi. A fost descoperit pe 24 martie 1998 la Socorro, New Mexico, în cadrul proiectului LINEAR. Asteroidul prezintă o orbită caracterizată de o semiaxă mare de 3,10 ua, o excentricitate de 0,11 și o înclinație de 5,7° în raport cu ecliptica.